# Thomas Struth
Thomas Struth (Geldern, Alemanya, 1954) és un fotògraf alemany, amb una extensa obra que inclou imatges de paisatges urbans, jungles asiàtiques i retrats de famílies, així com les instantànies a l'interior d'esglésies i d'alguns dels museus més importants del planeta que li han donat fama mundial.

## Paisatges Urbans
Nascut a Geldern, Alemanya, Struth va estudiar a l'Acadèmia d'Art de Düsseldorf del 1973 fins al 1980. Allà va començar estudiant pintura sota el mestratge de Peter Kleemann i Gerhard Richter abans d'acabar a l'estudi fotogràfic de Bernd i Hilla Becher. De mica en mica va anar abandonant les estrictes tècniques documentalistes de la parella, que el portaven a situar la càmera al centre exacte del carrer, per retratar amb més llibertat. L'any 1978 va aconseguir una beca per treballar al P.S.1 de Nova York, un viver d'artistes actualment vinculat al MoMA. Els treballs presentats llavors eren fotografies en blanc i negre dels carrers de la ciutat, que els anys següents s'enriquirien amb instantànies de París, Roma, Edimburg o Tòquio, entre d'altres. Són imatges sense acció i sense gent que intenten descriure la relació entre l'ésser humà amb l'entorn actual que ell mateix ha creat. La curosa topografia d'aquestes fotografies va portar els responsables de la col·lecció Guggenheim a comparar-lo amb els pioners francesos Eugène Atget i Charles Marville.

## Retrats de famílies
L'any 1982 el treball de Struth guanya complexitat, es passa a la fotografia en color i comença a retratar famílies, en la sèrie que serà coneguda com a 'Family Life'. Aquest projecte neix en col·laboració amb el psicoanalista Ingo Hartmann, que ensenya a Struth les fotografies de família que els pacients porten a teràpia. Junts intenten analitzar-ne els trets en comú de les diverses imatges, i això portarà Struth a dedicar-se als retrats familiars per demostrar que la fotografia pot ser una 'eina científica per a l'exploració psicològica'. La voluntat d'aquestes imatges és detectar els rols i les relacions íntimes entre els membres d'una família a partir de la disposició, les distàncies i l'actitud que tenen els seus integrants quan es retraten, i mostrar com aquestes dinàmiques socials són les mateixes en famílies d'arreu del planeta.

## Fotografies de museus
El 2003 va exposar al Metropolitan Museum of Art de Nova York la que possiblement és la seva sèrie més famosa, 'Fotografia de Museu', que retrata gent dins d'esglésies, catedrals o museus, sovint mirant obres icòniques de la història de l'art occidental. La voluntat d'aquestes imatges podria ser retratar el 'complex ritual social' que s'esdevé dins els museus. Aquesta sèrie compta amb instantànies dins el Museu Nacional de Tòquio, l'Institut d'Art de Chicago, el Vaticà, la National Gallery de Londres o el Museu del Prado de Madrid, entre d'altres.
Struth continua treballant des de Düsseldorf, la capital artística d'Alemanya. La seva primera mostra a Catalunya va ser l'any 1988, en la mostra col·lectiva 'La raó revisada' de la Fundació La Caixa.